# Сантьяго (провінція)
Провінція Сантьяго (ісп. Provincia de Santiago) — провінція у Чилі у складі області Сантьяго. Адміністративний центр — місто Сантьяго. Складається з 32 комун. Територія — 2030,3 км². Населення — 4 668 473 людини. Щільність населення — 2299,4 осіб/км².

## Географія
Провінція розташована у центральній частині області Сантьяго.
Провінція межує:
- На півночі — провінція Чакабуко
- На сході — провінція Кордильєра
- На півдні — провінція Майпо
- На заході — провінція Меліпілья

## Адміністративний поділ
Провінція складається з 32 комун:
- Серрильйос.
- Серро-Навія.
- Кончалі.
- Ель-Боске.
- Естасьйон-Сентраль.
- Уечураба.
- Індепенденсія.
- Ла-Сістерна.
- Ла-Гранха.
- Ла-Флорида.
- Ла-Пінтана.
- Ла-Рейна.
- Лас-Кондес.
- Ло-Барнечеа.
- Ло-Еспехо.
- Ло-Прадо.
- Макуль.
- Майпу.
- Нюньйоа.
- Педро-Агуїрре-Серда.
- Пеньялолен.
- Провіденсія.
- Пудауель.
- Кілікура.
- Кінта-Нормаль.
- Реколета.
- Ренка.
- Сан-Мігель.
- Сан-Хоакін.
- Сан-Рамон.
- Сантьяго.
- Вітакура.

## Галерея

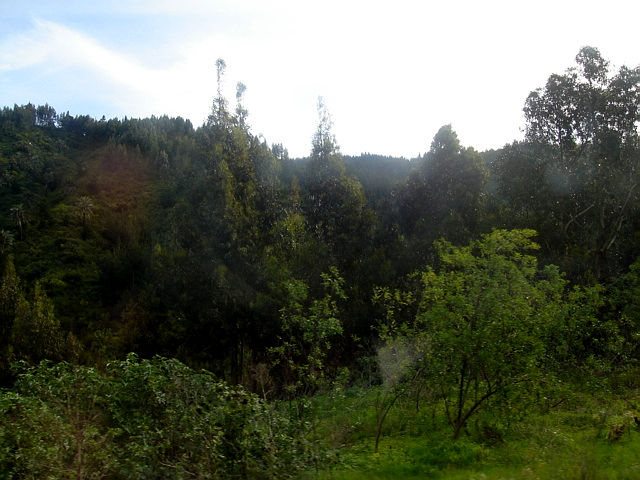
Ліс у провінції
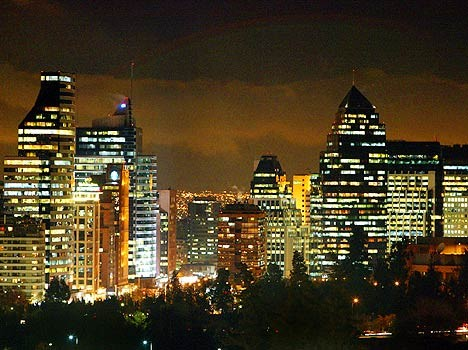
Нічний вид на Сантьяго-де-Чилі
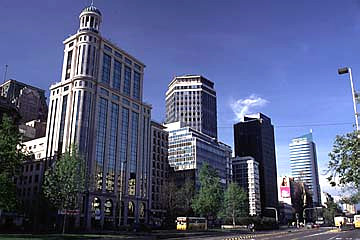
Аламеда дель Лібертадор - головна вулиця столиці